# Karakalpakstán
Karakalpakstán (karakalpacky Qaraqalpaqstan Respublikası, uzbecky Qoraqalpog'iston Respublikasi) je autonomní republika na severozápadě Uzbekistánu. Jeho hlavní město je Nukus.

## Geografie
Země leží v Turanské nížině, její severovýchodní část vyplňuje poušť Kyzylkum. Nejvyšší bod má 473 m n. m. Na severu se nachází Aralské jezero, jehož velká část v důsledku neuvážených lidských zásahů vyschla a proměnila se v poušť Aralkum.

## Historie
Oblast je součástí historického Chórezmu, ve starověku ji obývali Massagetové, později byla součástí Chivského chanátu. Turkický národ Karakalpaků (doslova „černých klobouků“) se zde začal usazovat v 18. století. Od roku 1873 se stalo území součástí carského Ruska, v roce 1920 byla nastolena sovětská moc. V roce 1925 byla zřízena Karakalpacká autonomní oblast v rámci Kazachstánu, z níž byla roku 1932 vytvořena Karakalpakská autonomní sovětská socialistická republika, původně pod správou RSFSR, od roku 1936 připadla Uzbekistánu. V roce 1933 bylo hlavní město přestěhováno z Turtkulu do Nukusu. V roce 1990 byla vyhlášena suverenita Republiky Karakalpakstán, v roce 1993 byla uzavřena dohoda, podle níž se na dvacet let stává Karakalpakstán autonomní součástí Uzbekistánu s karakalpačtinou jako úředním jazykem, vlastními státními symboly, vládou a parlamentem Žokargy Kenes. Po vypršení platnosti dohody roku 2013 se objevily snahy o plnou nezávislost, ale byly potlačeny.

## Obyvatelstvo
Karakalpakové tvoří 28 % obyvatelstva, následují Uzbeci (27 %) a Kazaši (24 %). Většina obyvatel se hlásí k sunnitskému islámu.

## Správní členění
Karakalpakstán se dělí na čtrnáct oblastí:
- 1 Amudarya (hlavní město Mang‘it)
- 2 Beruniy (hlavní město Beruniy)
- 3 Shimbay (hlavní město Shimbay)
- 4 Ellikqala (hlavní město Bustan)
- 5 Kegeyli (hlavní město Kegeyli)
- 6 Mo‘ynaq (hlavní město Mo‘ynaq)
- 7 Nukus (hlavní město Oqmang‘it)
- 8 Qanliko‘l (hlavní město Qanliko‘l)
- 9 Qo‘n‘irat (hlavní město Qo‘n‘irat)
- 10 Qarao‘zak (hlavní město Qarao‘zak)
- 11 Shumanay (hlavní město Shumanay)
- 12 Taxtako‘pir (hlavní město Taxtako‘pir)
- 13 To‘rtkul (hlavní město To‘rtkul)
- 14 Xojeli (hlavní město Xojeli)

## Životní prostředí
Karakalpakstán se potýká s vážnými ekologickými problémy. Zavlažování bavlníkových polí zavinilo pokles hladiny řeky Amudarja a následné vysychání Aralského jezera, jehož rozloha se od roku 1960 do roku 2010 zmenšila o 90 %. To vedlo ke kolapsu rybolovu, který tvořil základ místní ekonomiky, oblast okolo jezera je kvůli písečným bouřím neobyvatelná, dochází k extrémním výkyvům počasí. Další rizika představují bývalý tajný ústav na výrobu biologických zbraní na ostrově Vozrožděnija a laboratoře v Nukusu a obci Žaslyk, kde byla vyvinuta chemická zbraň známá jako novičok.